# The Province
The Province é um tablóide canadense, publicado na British Columbia na CanWest. Começou a ser publicado em 1898.